# Petru cel Tânăr

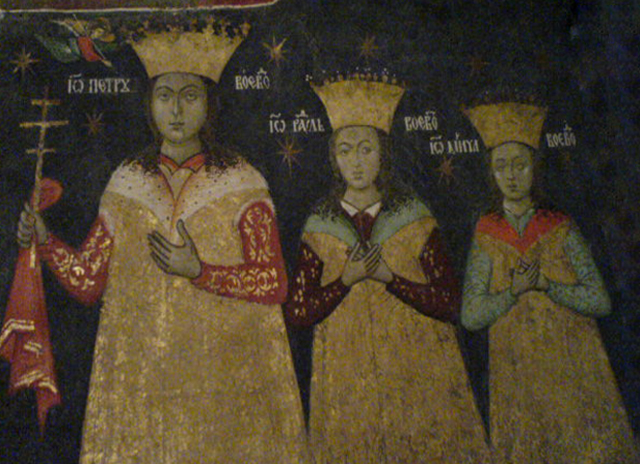
Petru și frații săi, Radu și Mircea

Petru cel Tânăr (n. 1547, Țara Românească, România – d. 19 august 1569, Konya, Imperiul Otoman) a fost Domn al Tării Românești în perioada 25 septembrie 1559 - 8 iunie 1568.

## Biografie
Era fiul cel mai mare al lui Mircea Ciobanul și al Doamnei Chiajna, fiica lui Petru Rareș al Moldovei. A fost numit „cel Tânăr” pentru că în momentul urcării pe tron avea 13 ani neîmpliniți.
După moartea tatălui său, la 21 septembrie 1559, boierii aflați în pribegie au hotărât să atace. Între 25 septembrie și 24 octombrie 1559, au avut loc trei lupte între oastea pribegilor și susținătorii familiei lui Mircea Ciobanul. Prima luptă, cea din satul Românești, a fost câștigată de pribegi, pentru ca mai apoi aceștia să o piardă pe a doua, la Șerbănești. Bătălia decisivă s-a dat la Boianu, unde oastea Doamnei Chiajna, ajutată și de turci, iese învingătoare. Fiul ei, Petru, care era încă minor, a primit, astfel, confirmarea de la Poartă la 24 octombrie 1559.
Petru se deosebea total de tatăl său, având o fire blândă și religioasă. Deoarece era prea tânăr, țara era condusă de mama sa, care era abilă în neutralizarea intrigilor pretendenților la tron și a pârilor făcute la Poartă de principele transilvănean Ioan Sigismund. După ce Doamna Chiajna a căzut în dizgrația turcilor, Petru a fost chemat la Constantinopol și închis. A murit la 19 august 1569 la Konya, în Asia Mică, și este înmormântat în biserica Schimbării la Față din aceeași localitate.

## Familie
Petru cel tânăr a cerut-o în căsătorie încă din 1561 pe fiica lui Nicolae Cherepovici, banul de Lugoj–Caransebeș.
- Doamna Elena Cherepovici (căsătorită în 23 august 1563[6]sub protecția lui Ioan Sigismund Zápolya, nașul lor)[5]
  - Teodora a Valahiei (n. 1564)[7]

După ce Elena s-a deșpărțit de soțul ei, aceasta impreuna cu fiica ei, s-au stabilit în Cetatea Devei, care le fusese dăruită de către Regele Ioan Sigismund al Ungariei.
Petru sa recăsătorit cu Stana și a avut un fiu, Vlad.